# Markengrund
Das Areal Markengrund ist ein Naturschutzgebiet bei Bielefeld-Sennestadt in Nordrhein-Westfalen.

## Schutzziele und Maßnahmen
Ziel des Schutzstatus ist es, die Heideflächen, die in Verbindung mit den umliegenden Bergen einen einzigartigen Übergang zwischen Teutoburger Wald und Senne darstellen, zu erhalten. Besonders Freizeitaktivitäten und Verbuschung gefährden den Erhalt dieses Biotops. Um dies zu verhindern, wird die Fläche beweidet.

## Gebiet
Das Areal liegt am Fuße des Südhangs des Teutoburger Waldes, die Berge Maakenberg (286,5 m), Lewenberg (312,6 m) und Auf dem Polle (320 m) sind von hier aus zu sehen. Das Schutzgebiet deckt das gesamte Trockental und seine Heidelandschaft ab und verläuft entlang der Hochspannungsleitungen vorbei am gleichnamigen Wochenendhausgebiet bis zum Senner Hellweg.

### Flächenaufteilung
Wald: 66,82 %, Heidelandschaft: 15,46 %

## Wandern
Am Rand des Schutzgebiets verläuft der Hermannsweg.